# Sec-Butylamin
sec-Butylamin ist eine chemische Verbindung aus der Gruppe der aliphatischen Amine. Es ist ein primäres Amin und isomer zu n-Butylamin, Isobutylamin und tert-Butylamin. sec-Butylamin liegt in Form einer farblosen, flüchtigen und leichtentzündlichen Flüssigkeit vor.

## Stereoisomere Formen
sec-Butylamin kommt in zwei stereoisomeren Formen [(R)- bzw. (S)-sec-Butylamin] vor.
| Isomere von sec-Butylamin |                       |                   |
| Name                      | (R)-sec-Butylamin     | (S)-sec-Butylamin |
| Strukturformel            |                       |                   |
| CAS-Nummer                | 13250-12-9            | 513-49-5          |
| CAS-Nummer                | 13952-84-6 (Racemat)  |                   |
| EG-Nummer                 | 236-232-6             | 208-164-7         |
| EG-Nummer                 | 237-732-7 (Racemat)   |                   |
| ECHA-Infocard             | 100.032.924           | 100.007.423       |
| ECHA-Infocard             | 100.034.288 (Racemat) |                   |
| PubChem                   | 2724537               | 6713753           |
| PubChem                   | 24874 (Racemat)       |                   |
| Wikidata                  | Q27254421             | Q27294865         |
| Wikidata                  | Q288208 (Racemat)     |                   |

Wenn in diesem Artikel oder in der wissenschaftlichen Literatur „sec-Butylamin“ ohne eine zusätzliche Angabe zur Konfiguration erwähnt wird, ist stets das Racemat [genauer (RS)-sec-Butylamin oder (±)-sec-Butylamin] gemeint.

## Eigenschaften
Die Dämpfe sind 2,5-mal so schwer wie Luft.
sec-Butylamin bildet leicht entzündliche Dampf-Luft-Gemische. Die Verbindung hat einen Flammpunkt bei −20 °C. Der Explosionsbereich liegt zwischen 1,7 Vol.‑% (50 g/m3) als untere Explosionsgrenze (UEG) und 9,7 Vol.‑% (295 g/m3) als obere Explosionsgrenze (OEG). Die Zündtemperatur beträgt 290 °C. Der Stoff fällt somit in die Temperaturklasse T3.

## Verwendung
sec-Butylamin wird als Zwischenprodukt bei der Synthese verschiedener organischer Verbindungen eingesetzt.
sec-Butylamin wird nach eingehenden Studien seiner Wirkung in den 1960er-Jahren als Fungizid für Citrusfrüchte eingesetzt. Pflanzliche Lebensmittel und Lebensmittel tierischer Herkunft dürfen maximal 0,01 mg·kg−1 sec-Butylamin als Rückstand enthalten.

## Sicherheitshinweise
Die Dämpfe von sec-Butylamin bilden mit Luft ein explosionsfähiges Gemisch. Sein Flammpunkt liegt bei −20 °C.